# Internationales Olympisches Komitee
Das Internationale Olympische Komitee (kurz IOK; englisch International Olympic Committee – IOC, französisch Comité international olympique – CIO; auch im Deutschen meist Verwendung der englischen Abkürzung IOC) ist eine nichtstaatliche Organisation in der Rechtsform eines Vereins mit Sitz im schweizerischen Lausanne. Zweck des Komitees, das aus bis zu 115 regulären Mitgliedern besteht, ist die Organisation und Betreuung im Sinne der Olympischen Spiele der Neuzeit. Es hält die Schirmherrschaft über die olympische Bewegung und beansprucht alle Rechte an den olympischen Symbolen, wie Fahne, Mottos und Hymne, sowie an den Spielen selbst. Seine Hauptverantwortung liegt in der Betreuung und Organisation der Sommer- und Winterspiele. Verkehrssprachen sind Französisch und Englisch.

## Gründung

### Pariser Kongress
Der durch seine Studien von der erzieherischen und sozialisierenden Wirkung des Sports überzeugte Pädagoge Baron Pierre de Coubertin sah in der Wiederbelebung der Olympischen Spiele der Antike eine Chance, die Völker und Nationen der Welt einander näherzubringen, um nationale Egoismen zu überwinden und zum Frieden und zur internationalen Verständigung beizutragen. Die mit zunehmender Technik immer stärkere Internationalisierung der Gesellschaft jener Zeit bekräftigte sein Vorhaben.
Auf dem internationalen Sportkongress vom 16. bis 23. Juni 1894 an der Sorbonne in Paris, der später als erster Olympischer Kongress bezeichnet wurde, beschäftigte sich eine von Coubertin gebildete Kommission mit der Wiederaufnahme der Olympischen Spiele. Am letzten Kongresstag wurde beschlossen, im Jahr 1896 die I. Olympischen Spiele der Neuzeit in Athen zu veranstalten. Zur Umsetzung und Verbreitung der Beschlüsse sollte ein Comité international olympique (CIO) gegründet werden. Der 23. Juni 1894 wird deshalb offiziell als Gründungsdatum des Internationalen Olympischen Komitees angesehen. In der Zusammensetzung des CIO orientierte sich Coubertin am Jockey Club in England (Newmarket), da dieser Verein alle Krisen überstanden hatte, immer wichtiger geworden war und an den Schichten orientiert war, die Coubertin bevorzugte. Etwa die Hälfte der Mitglieder sollte aus der Sportbewegung kommen, die andere Hälfte herausragende Persönlichkeiten mit Sportinteresse. Der Kongress fand daher auch in der Woche des Derby von Frankreich statt, da zu diesem Termin ohnehin viele Sportfans von Adel in Paris weilten.

### Gründungsmitglieder
Es blieb Coubertin überlassen, den auf dem Pariser Kongress gefassten Beschluss zur Gründung eines Komitees umzusetzen. Coubertin war daran gelegen, ein hohes Interesse für die Olympischen Spiele zu wecken, um ihnen den Nimbus von Größe und Ruhm verleihen zu können, wie Coubertin es selbst formulierte. Die ersten Mitglieder des Internationalen Olympischen Komitees, die einen Monat nach dem Kongress von Coubertin persönlich berufen wurden, sollten deshalb möglichst aus allen Teilen der Welt kommen und dort aufgrund ihres Ansehens und ihrer Beziehungen die Olympische Idee verbreiten.
Die 13 Gründungsmitglieder des IOC, die überwiegend im persönlichen Kontakt zu Coubertin standen, waren:
| Name                              | Staat              | Aufgabe         | Mitglied bis |
| --------------------------------- | ------------------ | --------------- | ------------ |
| Dimitrios Vikelas                 | Griechenland       | Präsident       | 1897         |
| Pierre de Coubertin               | Frankreich         | Generalsekretär | 1925         |
| Ernest Callot                     | Frankreich         | Schatzmeister   | 1912         |
| Viktor Balck                      | Schweden           |                 | 1921         |
| Alexei Butowski                   | Russland           | 1900            |              |
| Leonard Cuff                      | Neuseeland         | 1905            |              |
| Jiří Guth                         | Böhmen             | 1943            |              |
| Charles Herbert                   | England            | 1906            |              |
| Ferenc Kemény                     | Ungarn             | 1907            |              |
| Mario Adinolfo Lucchesi-Palli     | Königreich Italien | 1894            |              |
| Arthur Russell, 2. Baron Ampthill | England            | 1906            |              |
| William Milligan Sloane           | Vereinigte Staaten | 1925            |              |
| José Benjamin Zubiaur             | Argentinien        | 1907            |              |

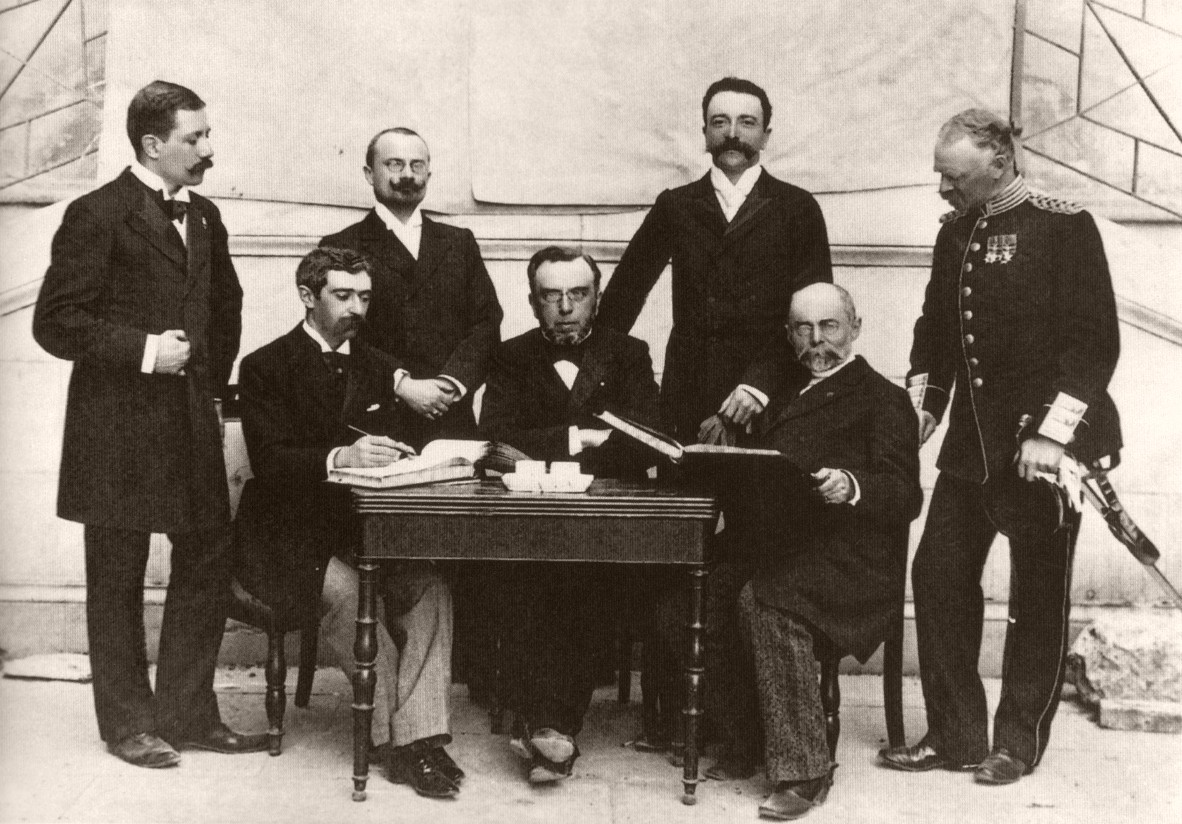
Sieben Mitglieder 1896 in Athen, v. l. n. r.
oben: Gebhardt, Guth-Jarkovsky, Kemény, Balck
am Tisch: Coubertin, Vikelas, Butowski

Auffällig war, dass Coubertin keinen Vertreter aus Deutschland in das Komitee berufen hatte. Schon hier stieß Coubertin, ein Franzose und Kind seiner Zeit, an seine Grenzen. So konnte er sich der feindlichen Einstellung seiner Landsleute gegenüber den Deutschen, vertieft durch den Deutsch-Französischen Krieg (1870/71), kaum entziehen. Erst im Rahmen der Vorbereitungen für die Olympischen Spiele 1896 in Athen, als sich in Deutschland auf Betreiben des Chemikers und Unternehmers Willibald Gebhardt ein Nationales Olympisches Komitee gegründet hatte, war die Ernennung eines Deutschen in das IOC nicht mehr zu umgehen. Es war jedoch IOC-Präsident Vikelas, der im Januar 1896 Willibald Gebhardt zum IOC-Mitglied ernannte. Coubertin, dessen Privileg es war, die IOC-Mitglieder zu benennen, erteilte seine Zustimmung erst zwei Monate später.
Schon bevor Gebhardt in das IOC aufgenommen wurde, gab es bereits zwei Änderungen. Der italienische Graf Lucchesi-Palli, der nur vorübergehend sein Land im IOC vertreten wollte, schied bereits drei Monate nach dem Pariser Kongress aus dem IOC wieder aus und wurde durch den italienischen Herzog von Andria Riccardo Carafa della Stadera ersetzt. Außerdem berief Coubertin den Belgier Graf Maxime de Bousies ins IOC.
Zum Zeitpunkt der Olympischen Spiele 1896 in Athen bestand das Internationale Olympische Komitee damit aus 15 Mitgliedern. Hiervon waren sieben bei den Spielen zugegen.

## Organisationsstruktur
Die Leitung, sämtliche Beschlüsse und alle Entscheidungen des IOC sind auf drei Organe verteilt.
- Präsident
- IOC Executive Board (Vorstand)
- IOC Session (Hauptversammlung)

Die Verwaltung wird vom Generaldirektor (aktuell Christophe De Kepper (Stand: August 2020)) geleitet, der auf Vorschlag des Präsidenten vom IOC Executive Board ernannt wird. In der Verwaltung des IOC arbeiten circa 500 Angestellte.

### Präsident
In den anfänglichen Statuten des IOC war vorgesehen, dass der Präsident aus dem Land kommen solle, in dem die folgenden Olympischen Spiele ausgetragen würden. Schon zuvor war Dimitrios Vikelas aus Griechenland amtierender Präsident, so dass diese Regel erst einen Tag nach den Olympischen Spielen 1896 in Athen in Kraft trat, als Pierre de Coubertin das Präsidentenamt übernahm, da die folgenden Spiele in Paris stattfinden sollten.
Nachdem die Olympischen Spiele in Paris 1900 eine Enttäuschung für Coubertin dargestellt und über den Austragungsort für die Spiele 1904 in den Vereinigten Staaten Uneinigkeit geherrscht hatten (New York, Chicago oder St. Louis), musste Coubertin zwangsläufig die Präsidentschaft fortführen.
Daraufhin geriet das IOC 1904 in eine Krise. Da bisher nur die Spiele in Athen ein Erfolg gewesen waren, schlug Griechenland vor die Spiele permanent in dem Land zu etablieren, 1906 wurden die inoffiziellen Olympischen Zwischenspiele in Athen ausgetragen. Der für 1908 vorgesehene Veranstaltungsort Rom war nicht im Stande, die Spiele zu veranstalten. Wieder war Coubertins Entschlossenheit gefragt, womit man faktisch das Präsidentenamt an ihn gebunden hatte. Auch sahen die Statuten bislang keine Wahl für das Präsidentenamt vor.
Bei Ausbruch des Ersten Weltkrieges 1914 bot Coubertin seinem Heimatland seine Unterstützung an, indem er Propagandavorträge für die Armee in Schulen hielt. Die drohenden Kriegsfolgen in Frankreich veranlassten ihn, 1915 den Sitz des IOC von Paris nach Lausanne zu verlegen. Außerdem konnte er es mit seiner Würde als IOC-Präsident nicht vereinbaren, eine französische Armeeuniform zu tragen. Kommissarisch übertrug er deshalb die Präsidentschaft auf seinen Vizepräsidenten, den Schweizer Godefroy de Blonay.
1925 legte Coubertin sein Amt nieder und wurde zum Ehrenpräsidenten auf Lebenszeit ernannt.
| Name                                              | Staat              | Zeit      |
| ------------------------------------------------- | ------------------ | --------- |
| Dimitrios Vikelas                                 | Griechenland       | 1894–1896 |
| Pierre de Coubertin                               | Frankreich         | 1896–1916 |
| Godefroy de Blonay (kommissarisch)                | Schweiz            | 1916–1919 |
| Pierre de Coubertin                               | Frankreich         | 1919–1925 |
| Henri de Baillet-Latour                           | Belgien            | 1925–1942 |
| Sigfrid Edström                                   | Schweden           | 1946–1952 |
| Avery Brundage                                    | Vereinigte Staaten | 1952–1972 |
| Michael Morris, 3. Baron Killanin „Lord Killanin“ | Irland             | 1972–1980 |
| Juan Antonio Samaranch                            | Spanien            | 1980–2001 |
| Jacques Rogge                                     | Belgien            | 2001–2013 |
| Thomas Bach                                       | Deutschland        | 2013–2025 |
| Kirsty Coventry                                   | Simbabwe           | seit 2025 |

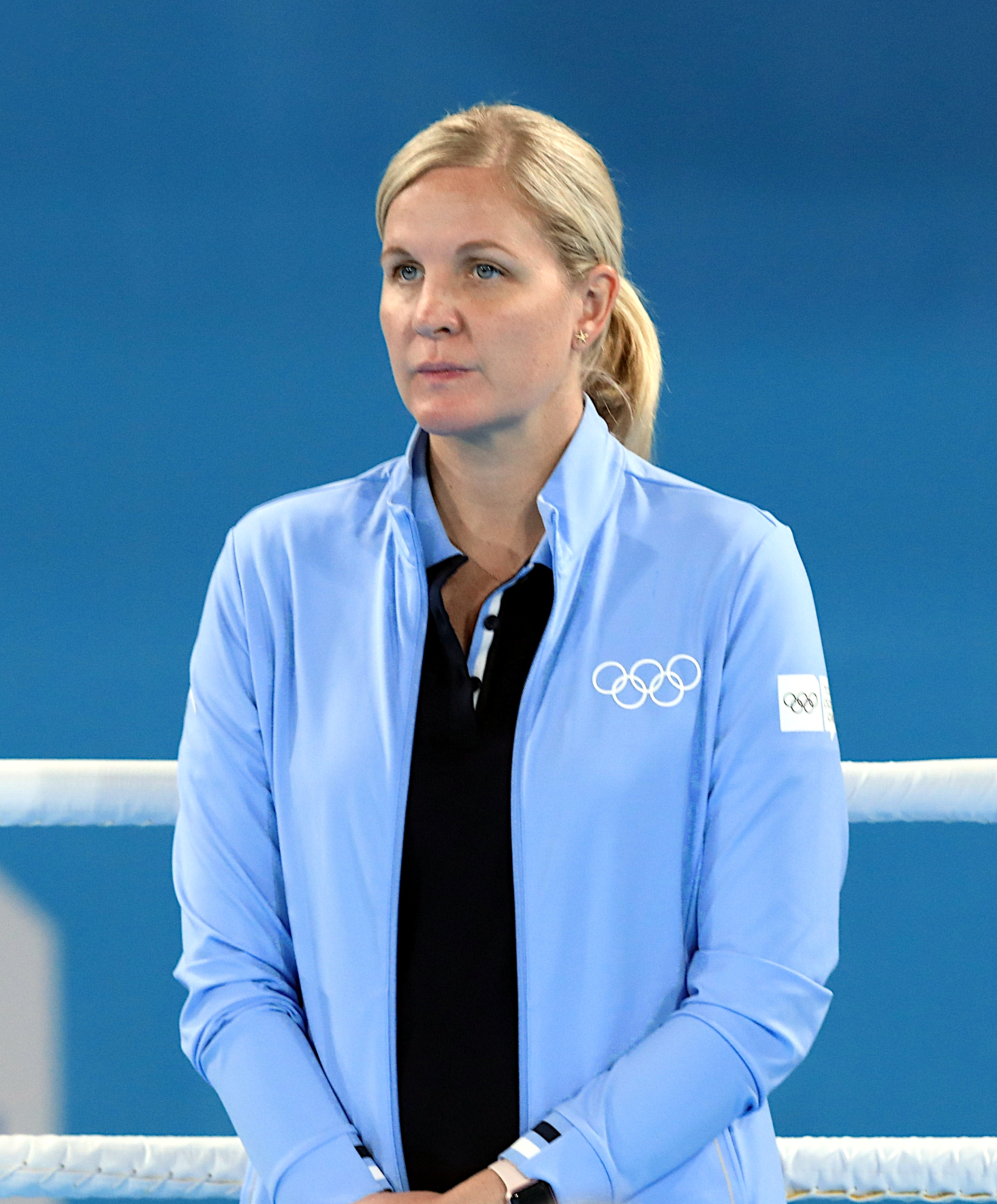
Kirsty Coventry, IOC-Präsidentin (seit 2025)

Inzwischen ist die Wahl des Präsidenten in den Statuten klar geregelt. Die Wahl erfolgt auf einer IOC-Session von den IOC-Mitgliedern durch geheime Wahl. Die erste Amtsperiode dauert acht Jahre. Die Wiederwahl für eine zweite Amtsperiode ist für vier Jahre möglich. Eine dritte Amtsperiode ist im Regelfall nicht vorgesehen.
Der Präsident hat den Vorsitz über alle Aktivitäten des IOC. Als Person repräsentiert er das IOC bei allen offiziellen Anlässen. Als Aufwandsentschädigung erhält der Präsident jährlich die Fix-Summe von 225.000 Euro (Stand: 2015).

### IOC Executive Board
Das Executive Board besteht aus dem Präsidenten, vier Vizepräsidenten und zehn weiteren IOC-Mitgliedern. Die Mitglieder des Executive Board werden auf einer IOC-Session von allen IOC-Mitgliedern durch geheime Wahl bestimmt. Die Mehrheit der abgegebenen Stimmen entscheidet über die Besetzung. Die Mitglieder des Executive Board werden für vier Jahre gewählt und können bei der nächsten IOC-Session für vier weitere Jahre gewählt werden.
Das Executive Board besteht seit 1921. Es hat die übergeordnete Verantwortung für alle Verwaltungsaufgaben, die Finanzen, die internen Regularien und insbesondere für die Handlungsweisen des IOC. Es besitzt das Vorschlagsrecht für neue Mitglieder, die von der IOC-Session ins IOC gewählt werden können. Die Auswahl der Städte, die für die Olympischen Spiele kandidieren können, erfolgt ebenfalls durch das Executive Board.
Eine der wichtigsten Aufgaben des Executive Boards ist es, die Aufsicht über die Einhaltung der Olympischen Charta wahrzunehmen.

### IOC-Session
Die IOC-Session ist die jährlich abgehaltene ordentliche Versammlung aller Mitglieder des IOC. Rechtlich betrachtet ist es das oberste Organ des IOC, denn hier werden nicht nur der Präsident und das Executive Board gewählt, sondern grundsätzlich alle Mitglieder des IOC, seine Ehrenmitglieder und Ehrenpräsidenten. Auch Beschlüsse über Änderungen oder Ergänzungen der Olympischen Charta werden von der IOC-Session gefasst.
Die in der Öffentlichkeit am meisten beachtete Aufgabe der IOC-Session ist jedoch die Wahl der Gastgeberstädte für die Olympischen Spiele. Jedes IOC-Mitglied hat eine Stimme. Die Mitglieder aus den Ländern, aus denen sich Kandidatenstädte für die Olympischen Spiele zur Wahl gestellt haben, dürfen an der Wahl solange nicht teilnehmen, bis die Städte aus den jeweiligen Wahlgängen ausgeschieden sind.
Neben der ordentlichen Versammlung kann eine außerordentliche Versammlung durch den Präsidenten einberufen werden, oder auf schriftlichen Antrag von einem Drittel der Mitglieder.

## Die IOC-Mitgliedschaft

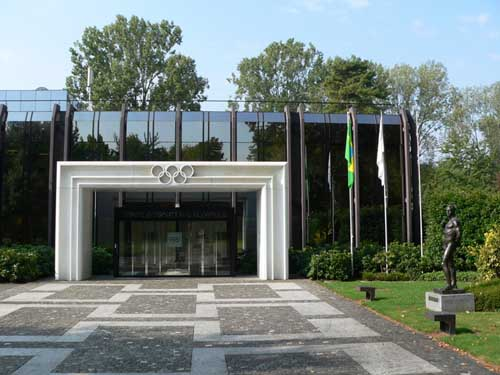
Verwaltungsgebäude des IOC im schweizerischen Lausanne

In den Anfangsjahren des IOC war es allein Pierre de Coubertin vorbehalten, die Mitglieder zu benennen. Hauptsächlich wählte er Persönlichkeiten, zu denen er private Kontakte hatte und die in ihren Heimatländern einen geachteten Stand besaßen. Sie allein seien in der Lage, die olympische Idee in ihren Ländern voranzutreiben, wobei nach Coubertins Vorstellung ohnehin alle Sportler nur Ehrenmänner sein konnten. Bei den Sportlern, die nur des Geldes wegen an Wettkämpfen teilnahmen, handelte es sich nach Coubertins Meinung um einen Missbrauch der für ihn lediglich pädagogisch und sozial ausgerichteten Prinzipien des Sports.
Später wurden neue Mitglieder von den bestehenden Mitgliedern gewählt (kooptiert), dieses Verfahren gilt noch heute. Coubertin sprach von einer Selbstrekrutierung, die einzig in der Lage sei, die Unabhängigkeit des IOC zu wahren. Die Mitglieder galten nicht als Vertreter ihres Landes im IOC, sondern sie sollten als IOC-Vertreter in ihren Heimatländern handeln.
Die überwiegende Wahl von Aristokraten, Honoratioren und Akademikern führte zu einer starken Erhöhung des Durchschnittsalters der Mitglieder, das von 38,1 Jahren im Gründungsjahr 1894 auf 67,1 Jahre im Jahr 1980 stieg. Dies brachte dem IOC bald den Beinamen Altherrenclub mit veralteten Ansichten ein. 1999 hat das IOC eine Altersbeschränkung auf 70 Jahre eingeführt.
Am Ende des Kalenderjahres, in dem ein Mitglied 70 wird, muss es seine Mitgliedschaft beenden. Ausnahmen gibt es für Mitglieder, die vor dem 11. Dezember 1999 gewählt wurden und ein Alterslimit von 80 Jahren haben. Für Mitglieder, die vor 1966 gewählt wurden, gibt es kein Alterslimit, allerdings ist diese Regelung seit dem Rücktritt von João Havelange, dem letzten auf Lebenszeit gewählten IOC-Mitglied, im Dezember 2011 bedeutungslos.
Heute ist die Anzahl der IOC-Mitglieder auf 115 begrenzt (Regel 16.1.1 der Olympischen Charta). Die Zusammensetzung des Komitees ist in verschiedener Weise reglementiert. So ist z. B. die Anzahl der aktiven Sportler oder die Anzahl der Personen, die ein leitendes Amt in einer anderen internationalen Sportorganisation bekleiden, jeweils auf 15 beschränkt (Regel 16.1.1.1–16.1.1.4). Das Vorschlagsrecht für Kandidaturen liegt ausschließlich beim Executive Board, das sich von einer Nominierungskommission beraten lässt (By-Law zu Regel 16: BLR 16.2.3–16.2.5). Die reguläre Amtszeit beträgt 8 Jahre, mehrfache Wiederwahl ist möglich. Die Wahl erfolgt in geheimer Abstimmung mit einfacher Mehrheit durch die Hauptversammlung (Session), stimmberechtigt sind alle ordentlichen IOC-Mitglieder (BLR 16.2.6). Ehemalige IOC-Mitglieder können zum Honorary President (Ehrenpräsident) oder Honorary Member (Ehrenmitglied) gewählt werden. Für verdiente Persönlichkeiten außerhalb des IOC gibt es darüber hinaus eine besondere Ehrenmitgliedschaft als Honour Member. Zurzeit gibt es keine Honour Member. Ehrenmitglieder und -präsident haben kein Stimmrecht (BLR 16.4).
Alle Mitglieder leisten bei ihrer Aufnahme einen Eid, in dem sie sich den Inhalten der Olympischen Charta verpflichten und ihre Unterstützung für die olympische Bewegung zusichern.

## Grundsätze, Aufgaben und Rolle des IOC
Die Öffentlichkeit sieht die Rolle des Internationalen Olympischen Komitees häufig nur als Organisator und Betreuer der Olympischen Spiele. Die Aufgaben und Grundsätze des IOC sind jedoch weitreichender und grundlegender.

### Die Olympische Charta
Die Grundlagen für die Handlungen des IOC waren anfänglich in einfachen Statuten und Bestimmungen festgehalten. 1908 hatte man erstmals versucht, die Ziele der olympischen Bewegung schriftlich zu definieren und die Gepflogenheiten für die IOC-Sitzungen festzuschreiben. Doch erst im Jahr 1924, nach einer IOC-Session in Rom, wurden die Beschlüsse und Gepflogenheiten systematisch zusammengefasst.
Es handelte sich um das erste Regelwerk, das verbindliche Vorgaben für die internationalen Sportverbände und Organisationskomitees enthielt und sich mit dem Ablauf der Olympischen Spiele beschäftigte. Bereits seinerzeit verwendete man den Begriff Olympische Charta für dieses Regelwerk.
Im Laufe der Zeit entwickelte sich die Charta zu einer fünf Kapitel und 61 Artikel umfassenden Schrift, die in französischer und englischer Sprache verfasst wurde. Zu den IOC-Sessionen werden Übersetzungen in andere Sprachen vorgenommen, auch in Deutsch. Bei Schwierigkeiten der Textauslegung hat die französische Version immer den Vorrang.
Die Olympische Charta ist nicht nur ein verbindliches Regelwerk, nach dem das IOC seine Handlungen gestaltet und durchführt. Es ähnelt mehr einem Manifest als einer Vereinssatzung, ein grundlegendes Referenzdokument für die olympische Bewegung.
Die Charta legt einen allgemeinen Verhaltenskodex fest und definiert die ganz entscheidenden ethischen Verhaltensgrundlagen, nach denen die Mitglieder des IOC sich zu richten haben. Die Charta liefert auch den Rahmen für ein Verhalten in der Gesellschaft, in welcher der Sport, die Olympischen Spiele und die olympische Bewegung ein integraler Bestandteil sein sollen.

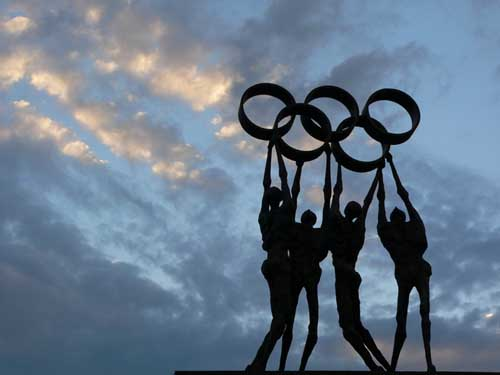
Skulptur vor dem IOC-Hauptquartier in Lausanne

### Die olympische Bewegung
Pierre de Coubertin prägte einen neuen Begriff, mit dem er das Wesen seiner olympischen Gedanken auszudrücken pflegte, den Olympismus. Mit dem Begriff sind philosophische Ansätze verbunden. So soll der Olympismus die körperliche Stärke, die Willenskraft und den schöpferischen Geist des Menschen zu höchster Perfektion führen. Nur in echter sportlicher Gesinnung, während friedlicher Wettkämpfe unter Beteiligung aller Völker und Nationen, könnte diese Perfektion zum Ausdruck gebracht werden.
Mit diesen philosophischen Gedanken als Grundlage machte sich das Internationale Olympische Komitee von Beginn an zur Aufgabe, eine olympische Bewegung zu verbreiten und voranzutreiben. Das Ziel dabei ist es, mit dieser Bewegung einen Beitrag zum Aufbau einer friedlichen und gerechten Welt zu leisten, indem der Sport ohne jegliche Diskriminierung die Jugend der Welt im Geist von Freundschaft, Solidarität und Fair Play zusammenführt.
Dieser olympischen Bewegung hat sich eine Reihe von Organisationen angeschlossen, die geleitet von der Olympischen Charta und unter Anerkennung des IOC als oberstes Gremium ihren Beitrag leisten.
Zu ihnen gehören u. a.:
- Internationale Sportverbände (IFs)
- Nationale Olympische Komitees (NOCs)
- Organisationskomitees der Olympischen Spiele (OCOGs)

Die olympische Bewegung drückt sich in einer Vielzahl von Aktivitäten aus, zu der die einzelnen Organisationen verpflichtet sind. Zu den wichtigsten Aufgaben zählen:
- Förderung des Frauensports in allen Bereichen und auf allen Stufen mit dem Ziel der Gleichberechtigung zwischen Mann und Frau
- Kampf gegen jede Form der Diskriminierung
- Kampf gegen Doping
- Kooperation mit öffentlichen und privaten Organisationen zur Integrierung des Sports als Nutzen für die Menschheit
- Unterstützung der ethischen Werte im Sport und des Fair Plays
- Vermittlung zwischen nationalen und internationalen Sportorganisationen zur Unterstützung des allgemeinen Sports und von Wettkämpfen insbesondere
- Widerstand gegen alle Formen kommerzieller Ausbeutung des Sports und der Athleten

Nicht immer wird man diesen Aufgaben gerecht, manche Krise des IOC steht im deutlichen Widerspruch zur olympischen Bewegung. Dennoch hat das IOC trotz des Zeitenwandels an den Grundgedanken von Pierre de Coubertin im Kern festgehalten und bemüht sich um eine zeitgemäße Umsetzung.
Nach Coubertins olympischem Idealbild sollten dagegen nur erwachsene, männliche Einzelkämpfer teilnehmen, ähnlich dem Vorbild der antiken Olympischen Spiele. Frauen von der Teilnahme an den Spielen auszuschließen, konnte er auf Dauer aber nicht durchsetzen. Der Olympische Kongress 1914 in Paris beschloss später gegen den erklärten Willen Coubertins auch, dass die Olympiamedaillen von Frauen denselben Wert in der Nationenwertung haben sollten, wie die von Männern.

### Die Kommissionen
Zur Erfüllung der vielen Aufgaben und Aktivitäten des IOC wurden Kommissionen gebildet. Sie bestehen in der Regel nicht nur aus IOC-Mitgliedern, sondern es wirken je nach Aufgabe der Kommission auch Vertreter der dem IOC angeschlossenen Sportorganisationen, Vertreter der Nationalen Olympischen Komitees, Athleten, technische Experten und übrige Ratgeber mit.
Als Beispiele können folgende Kommissionen genannt werden:
- Athletenkommission
- Ethikkommission
- Finanzkommission
- Kommission für das olympische Programm
- Kommission für die Koordination der Olympischen Spiele
- Kommission für die Medienrechte
- Medizinische Kommission

Die Kommissionen werden vom Präsidenten des IOC eingesetzt. Die Berichte und Empfehlungen der Kommissionen werden dem Executive Board vorgelegt.

## ANOC-Award
Seit 2014 werden jährlich von der Vereinigung der Nationalen Olympischen Komitees (ANOC) Auszeichnungen an Sportler des Jahres vergeben: Für jeden der fünf Kontinente wird eine Frau sowie ein Mann für die sportlichen Erfolge ausgezeichnet.
Ausgewählt werden die Sieger aus einer Shortlist, welche durch die Kontinental-Olympiaverbände einer Jury vorgelegt werden. Zuletzt wurde der ANOC-Award am 2. November 2017 in Prag verliehen.
| Jahr | Europa          | Afrika             | Amerika        | Asien              | Ozeanien        |
| ---- | --------------- | ------------------ | -------------- | ------------------ | --------------- |
| 2017 | Sarah Sjöström  | Farida Osman       | Yulimar Rojas  | Yu Song            | Sarah Goss      |
| 2017 | Marcel Hirscher | Chad Le Clos       | 4 × 400 Team   | Mutaz Essa Barshim | Robbie Manson   |
| 2015 | Katie Taylor    | Marie-Josée Ta Lou | Kim Rhode      | Yao Jinnan         | Jennifer Chieng |
| 2015 | Toğrul Əsgərov  | Franck Elemba      | Thiago Pereira | Femi Ogunode       | Ryan Pini       |

Alle zwei Jahre werden Athleten und Teams für besonderen Leistungen bei den Olympischen Spielen ausgezeichnet.
| Jahr                                          | Athlet / Athletin                  | Team                                                                          |
| --------------------------------------------- | ---------------------------------- | ----------------------------------------------------------------------------- |
| Olympische Sommerspiele 2024 (Paris)          | Julien Alfred                      | Volleyball Rad Teamsprint (Individual) Segeln Mixed Dinghy (Mixed Individual) |
| Olympische Sommerspiele 2024 (Paris)          | Letsile Tebogo                     | Handball Kunstturnen (Individual)                                             |
| Olympische Winterspiele 2018 (Pyeongchang)    | Arianna Fontana – Shorttrack       | Curling                                                                       |
| Olympische Winterspiele 2018 (Pyeongchang)    | Shaun White – Snowboard            | Curling                                                                       |
| Olympische Sommerspiele 2016 (Rio de Janeiro) | Mónica Puig – Tennis               | Hockey                                                                        |
| Olympische Sommerspiele 2016 (Rio de Janeiro) | Wayde van Niekerk – Leichtathletik | Rugby                                                                         |
| Olympische Winterspiele 2014 (Sotschi)        | Ireen Wüst – Eisschnelllauf        | Eishockey                                                                     |
| Olympische Winterspiele 2014 (Sotschi)        | Ole Einar Bjørndalen – Biathlon    | Eishockey                                                                     |
| Olympische Sommerspiele 2012 (London)         | Li Xiaoxia – Tischtennis           | Volleyball                                                                    |
| Olympische Sommerspiele 2012 (London)         | David Rudisha – Leichtathletik     | Handball                                                                      |

## Krisen und Kritiken
Seit seinen Anfangsjahren war das IOC von Krisen bedroht. Diese bestanden vorwiegend in der ablehnenden Haltung vieler Nationen gegenüber der olympischen Bewegung.
1906 stand das IOC am Rande der Bedeutungslosigkeit, nachdem die Spiele 1900 und 1904 einen enttäuschenden Verlauf genommen und Griechenland, ermutigt durch den Erfolg der Zwischenspiele 1906, die Olympischen Spiele dauerhaft für sich beansprucht hatte. Nur so ist es zu verstehen, dass Coubertin die Spiele von 1906 hartnäckig als «inoffizielle Spiele» angesehen hatte. Andernfalls hätte das IOC seine Daseinsberechtigung verloren.
Bei den Olympischen Spielen von 1908 mischte sich der amerikanische Präsident Theodore Roosevelt in die Entscheidungen der Kampfrichter ein. Was eigentlich ein Skandal war, verhalf den Spielen zu internationaler Beachtung, da es nun um die Frage von nationalem Prestige ging. Hierzu erfanden die Schweden für die Spiele 1912 den Staatsamateur und für die Spiele 1916 in Berlin rüsteten viele Nationen im Vorfeld des Ersten Weltkrieges den Spitzensport mit erheblichen Mitteln auf.
Der Erste Weltkrieg drohte das IOC, das für eine Völkerverständigung durch friedliche internationale Zusammenkünfte eintrat, zu zerschlagen. Nur der Weitsichtigkeit Coubertins, der den Sitz des IOC in die neutrale Schweiz verlegte, war das Überleben des IOC zu verdanken.

### Olympische Sommerspiele 1936
Die Olympischen Sommerspiele 1936 wurden vom 1. bis 16. August 1936 in Berlin ausgetragen. Neben der sportlichen Bedeutung zeichneten sich die Spiele 1936 besonders dadurch aus, dass die regierenden Nationalsozialisten sie erfolgreich als Propagandaforum missbrauchten, um das NS-Regime in der Welt als positiv darzustellen.

„Ein Regime, das sich stützt auf Zwangsarbeit und Massenversklavung; ein Regime, das den Krieg vorbereitet und nur durch verlogene Propaganda existiert, wie soll ein solches Regime den friedlichen Sport und freiheitlichen Sportler respektieren? Glauben Sie mir, diejenigen der internationalen Sportler, die nach Berlin gehen, werden dort nichts anderes sein als Gladiatoren, Gefangene und Spaßmacher eines Diktators, der sich bereits als Herr dieser Welt fühlt.“

Dem in finanzielle Not geratenen Gründer, langjährigen Präsidenten und damaligen Ehrenpräsidenten auf Lebenszeit des IOC, Coubertin, ließ Adolf Hitler im Mai 1936 eine sogenannte Ehrengabe von 10.000 Reichsmark zufließen. Von einem französischen Journalisten gefragt, warum er die „Nazi-Spiele“ unterstütze, sagte Coubertin, das Wichtigste sei, „dass sie grandios gefeiert würden, dabei sei es egal, ob man sie als Tourismuswerbung für Südkalifornien wie 1932 oder als Werbung für ein politisches System wie 1936 verwende“.
Die Olympischen Spiele gerieten immer mehr in den Brennpunkt politischer Interessen. Insbesondere in der Zeit des Kalten Krieges, der mit diversen Boykotten der Olympischen Spiele von einzelnen Staaten verbunden war, sah sich das IOC außer Stande, aber auch nicht willens, auf die verschiedenen Parteien Einfluss zu nehmen. Mit dieser Neutralität sollte die olympische Bewegung geschützt werden. Dies entsprach der Position Coubertins, der auch bereits die Nazi-Spiele 1936 als eine Feier gelobt hatte, die die Ausbreitung Olympischer Spiele gefördert habe.

### Olympische Winterspiele 2002
Für das IOC viel gefährlicher als die von außen herangetragenen Krisen war eine innere Krise, die ihren Höhepunkt Ende 1998 erreichte, als öffentlich bekannt wurde, dass mehrere IOC-Mitglieder vom Organisationskomitee der Olympischen Winterspiele 2002 in Salt Lake City bestochen wurden, um bei der Wahl des Austragungsortes die Stimmen dieser Mitglieder zu erhalten.
Schon in den Jahren davor wurde die Kritik laut, dass unter der Präsidentschaft des Spaniers Juan Antonio Samaranch das IOC zu autokratisch geführt und der Korruption kaum Einhalt geboten werde. Nach dem Skandal von 1998 musste Samaranch endlich handeln. Er berief eine Kommission zur Aufklärung der Korruptionsaffäre. Bereits sechs Wochen später wurden die ersten schuldigen Mitglieder bestraft. Am Ende wurden sechs Mitglieder auf Lebenszeit ausgeschlossen, vier Mitglieder traten zurück und zehn offizielle Verwarnungen wurden ausgesprochen. Dies war die erste Sanktion wegen Korruption in den mehr als hundert Jahren der Existenz des IOC. Obwohl nichts ausdrücklich Illegales getan worden war, empfand man, dass das Annehmen der Geschenke moralisch fragwürdig war.
Eine Modernisierung des IOC war unausweichlich. Tatsächlich brachte bereits im folgenden Jahr die IOC-Sitzung vom 11. bis 12. Dezember 1999 radikale Entscheidungen: Strengere Regeln für zukünftige Bewerbungen wurden verabschiedet. Insbesondere wurden Grenzen dafür festgesetzt, was IOC-Mitglieder von Bewerberstädten annehmen durften. Besuche in Bewerberstädten wurden ihnen generell verboten. Außerdem wurden neue Altersgrenzen für die IOC-Mitglieder festgelegt sowie die Notwendigkeit der Wiederwahl nach acht Jahren Mitgliedschaft. Fünfzehn frühere olympische Athleten wurden ins Komitee aufgenommen. Eine Ethikkommission wurde gegründet. Diese spielt seitdem eine tragende Rolle.
2010 wurde das IOC für den Public Eye Award nominiert, da es durch die Vergabe der Winterspiele an Kanada zur Vertreibung der indigenen Bevölkerung in der Peripherie Vancouvers beitragen würde, denn die Spiele würden auf unabgetretenem indianischem Land ausgetragen. Das hatte verheerende Folgen für Mensch und Umwelt: Riesige Flächen an Naturlandschaften und Rückzugsorten für Wildtiere wurden dem Aus- oder Neubau von Autobahnen, Wintersportzentren und anderer Infrastruktur geopfert. Die Obdachlosigkeit in der Region Vancouver hat sich seit der Vergabe der Spiele verdreifacht, wovon vor allem die First Nations betroffen sind.

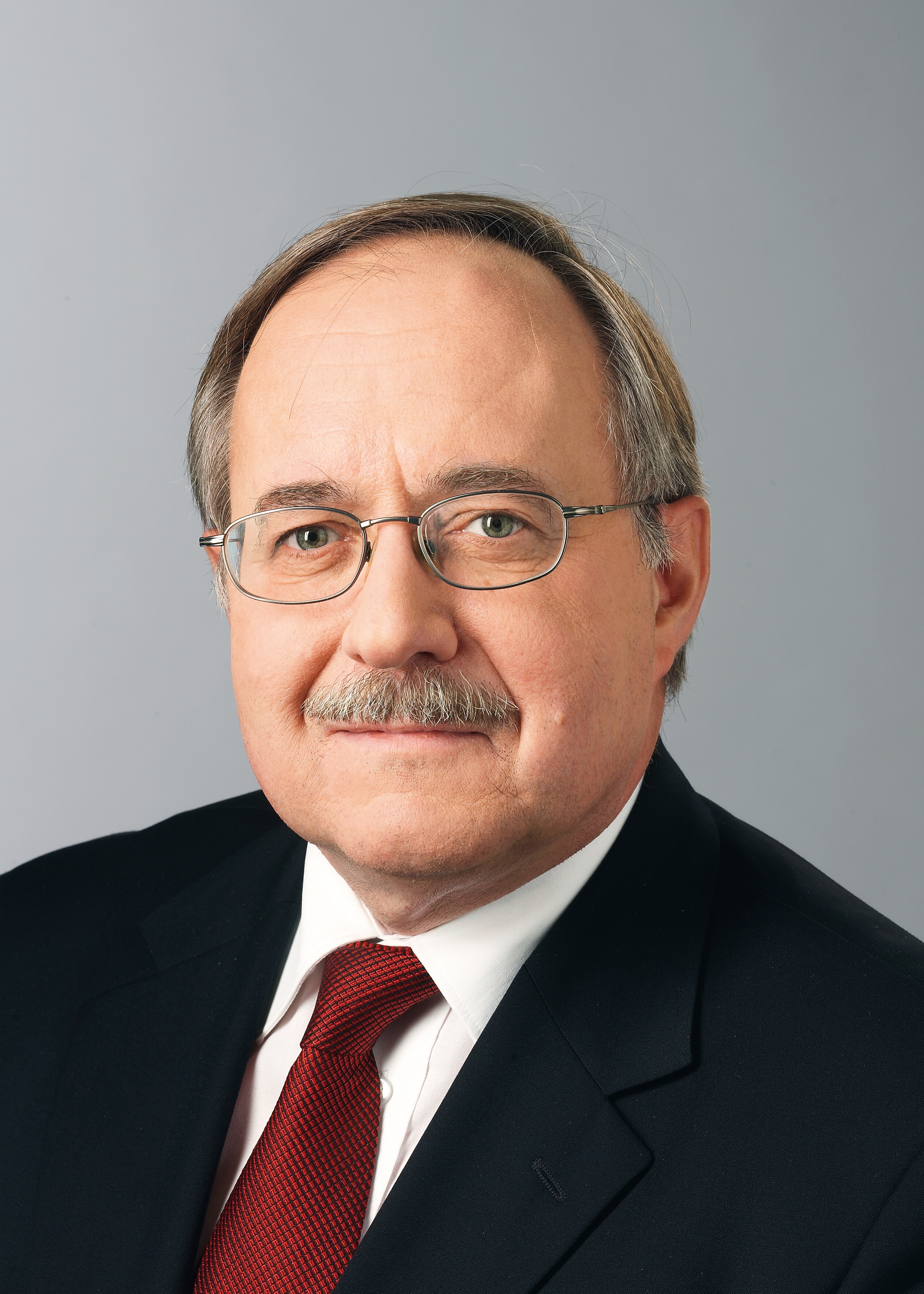
Samuel Schmid, Leiter der Untersuchungskommission in der Doping-Affäre um die russischen Olympioniken, 2017

### Olympische Sommerspiele 2012
Zu den Olympischen Sommerspielen 2012 in London verlangte das IOC in den Nutzungsbedingungen, dass der, der einen Link zu einer London-2012-Seite setzt, die Olympischen Spiele nicht in einem „falschen, irreführenden, abfälligen oder sonst wie anstößigen Licht erscheinen zu lassen“ habe.

### Olympische Sommerspiele 2016
Im Juli 2016 wurde das IOC für die Entscheidung, nicht alle russischen Athleten für die Olympischen Sommerspiele 2016 in Rio de Janeiro aufgrund des dortigen staatlich gelenkten Dopings zu sperren, heftig kritisiert.

### Olympische Winterspiele 2018
Im Dezember 2017 entschied das Internationale Olympische Komitee die Suspendierung Russlands an den Winterspielen 2018 in Pyeongchang. Der Entscheid des IOK beruht auf den Erkenntnissen und Empfehlungen der Untersuchungskommission, welche vom Schweizer Alt-Bundesrat Samuel Schmid geleitet wurde.

Aus diesem Bericht ging hervor, dass es in Russland ein systemisches Doping gab, welches einerseits das russische Sportministerium und andererseits das Russische Olympische Komitee zu verantworten haben. Konsequenterweise werden diese dafür sanktioniert.
Einzelne russische Athleten hingegen können unter strengen Bedingungen und ohne nationale Embleme und Hymne in Pyeongchang teilnehmen.

„Dies ist ein starkes Signal des IOK für einen sauberen Sport und gegen Doping ... Es ist kein politisches, sondern ein sportlich faires Urteil.“

Im September 2018 bestätigte die schweizerische Bundesanwaltschaft dem Tages-Anzeiger ein seit 2017 laufendes Strafverfahren wegen Verdachts auf politischen Nachrichtendienst im Zusammenhang mit Cyberattacken auf die WADA und das IOK in Lausanne. Laut Tages-Anzeiger ließen sich Verbindungen zu 2018 von den Niederlanden aus wirkenden russischen Agenten aufzeigen.

### Olympische Sommerspiele 2020
Am 24. März 2020 wurde die Verlegung der Sommerspiele 2020 aufgrund der Coronavirus-Krise verlautbart und es wird kritisiert, dass das IOC diese Entscheidung so lange vor sich hergeschoben habe. Die Spiele fanden im Sommer 2021 fast ohne Publikum statt.

### Russischer Überfall auf die Ukraine
Im April 2022, einen Monat, nachdem mehr als 30 Sportminister verschiedener Staaten das IOC aufgefordert hatten, dafür zu sorgen, dass russische und belarussische Funktionäre aus internationalen Sportverbänden ausgeschlossen werden, schrieb die Schweizer Sportministerin Viola Amherd dem Präsidenten des IOC Thomas Bach einen Brief, in dem sie das IOC aufforderte, dafür zu sorgen, dass internationale Sportverbände, z. B. UEFA, IBA und FIG, russische Funktionäre von ihren Ämtern ausschließen. Infolge des russischen Überfalls auf die Ukraine wurden bereits russische Sportler von Wettkämpfen ausgeschlossen. Dies hält IOC-Mitglied Richard Pound für fragwürdig und zu selektiv, wie er in einem Interview sagte. Als Reaktion auf die Forderung Amherds und anderer Sportminister gab das IOC zu verstehen, dass es keine Funktionäre ausschließen werde, die als Einzelpersonen gewählt worden seien und gemäß der Olympischen Charta nicht ihr Land im Gremium vertreten würden. Das IOC beobachte die Situation und werde die Maßnahmen der Entwicklung anpassen.

## Auszeichnungen
- Toleranzring der Europäischen Akademie der Wissenschaften und Künste 2015